# Русский мир (средневековая книжность)
Русский мир — выражение из древнерусской литературы домонгольского периода. Встречается в двух произведениях ораторской прозы: «Слове на обновление Десятинной церкви» (XII век, написано в Киеве) и «Послании епископа Симона Поликарпу» (XIII век, написано во Владимиро-Суздальском княжестве, включено в Киево-Печерский патерик). Произведения не связаны между собой. Значение термина одинаково в обоих текстах  — «мир» обозначает общность людей, в данном случае людей, идентифицирующих себя как русь и исповедующих православную веру — «новый» христианский народ.

## Слово на обновление Десятинной церкви
Посвящено Клименту Римскому — почитаемому на Руси святому, мощи которого были доставлены из Херсонеса в Киев и хранились в Десятинной церкви. Написано по случаю ремонтных работ, предпринятых неназванным по имени киевским князем. Вероятно, предназначалось для торжественного произнесения при переосвящении церкви. «Слово» принадлежит неизвестному автору — возможно, клирику самой Десятинной церкви или другому духовному лицу. По гипотезе А. В. Назаренко, автором является игумен Киево-Печерского монастыря — Феодосий Грек. Датировка памятника дискутируется. Она лежит в пределах между 1054 годом (князь Владимир упомянут как «праотец» и «прародитель», что могло быть сказано только по отношению к его внуку) и 1170-ми годами (фрагмент текста включён в «Похвалу» владимиро-суздальскому князю Андрею Юрьевичу Боголюбскому и, возможно, отразился в «Сказании о чудесах Владимирской иконы Божией Матери»). Согласно А. В. Назаренко, произведение написано в 1148 году, но восходит к предшествующему тексту XI века, созданному при Ярославе Мудром. 
Восхваляя Климента как небесного заступника Руси, автор перечисляет страны, где тот способствовал распространению христианства, и для обозначения своей страны в этом случае пользуется выражением «Русский мир»: 

«Так и сие церковное солнце, Своего угодника, а нашего заступника, святого, и поистине священномученика, Климента от Рима в Херсон, от Херсона в нашу Русскую страну привел Христос, Бог наш [...] славим, и хвалим, и поклоняемся в Троице воспеваемому Богу, с благодарностью тому верному рабу, который умножил талант своего господина – не только в Риме, но и повсюду: и в Херсоне, и ещё в Русском мире, взывая к нему: мучеников слава, святителей украшение и неколебимое основание церкви Христовой, которую врата адовы не одолеют, и неизменный заступник страны Русской, и венец преукрашенный славному и честному граду нашему и великой митрополии, матери городов. О тебе русские князья торжествуют, святители ликуют, иереи веселятся, монахи радуются, народ добродушествует, приходя с теплою верой к твоим христоносным костям, почерпая святыню и хваля Бога...»
Оригинальный текст (ст.-слав.)«Тако сего церковнаго солнца, своего угодника, нашего же заступника, святаго реку достоино священномученика Климента отъ Рима убо в Херсонь, отъ Херсоня в нашю Рускую страну створи приити Христосъ Богъ нашь… славимъ и хвалимъ и кланяемся в Троицѣ поему Богу, благодаряще того вѣрнаго раба, иже умножи своего господина талант не токмо в Римѣ, но всему и въ Херсонѣ, еще и в Рустемъ мирѣ, ркуще къ нему: мученикомъ похвала, святителемъ удобрение и неподвижимое основание церкви Христовои, и присныи заступниче странѣ Рустеи, и вѣнче преукрашенныи славному и честному граду нашему и велицѣи митрополии же мати градом! Тобою Рустии князи хвалятся…»

Выбор именно такого словосочетания, как полагают, сделан автором осознанно. С целью акцентировать внимание на более широкой общности, чем территориальная. 
Другой характерной особенностью памятника является прославление Киева как главного города Руси и киевского князя как «старейшего» среди князей. Наряду с летописью это ещё один древнейший источник, где для Киева используется выражение «Мать городов».

## Послание епископа Симона Поликарпу
Владимирский епископ Симон, выходец из Киево-Печерского монастыря, около 1225 года написал письмо к своему ученику киево-печерскому монаху (черноризцу) Поликарпу. Рассказывая о выдающихся выходцах Печерской обители, Симон привёл в пример первого ростовского епископа Леонтия, погибшего мученической смертью от рук язычников. Симон называет Леонтия «гражданином Русского мира»:  

«Поэтому-то, брат, из Печерского монастыря пречистой Богоматери многие епископы поставлены были, как от Христа, Бога нашего, во всю вселенную посланы были апостолы, и, как светила светлые, осветили они всю Русскую землю святым крещением. Первый из них — Леонтий, епископ Ростовский, великий святитель, которого Бог прославил нетлением, он был первопрестольник; его, после многих мучений, убили неверные, — это третий гражданин Русского мира, с теми двумя варягами увенчанный от Христа, ради которого пострадал».
Оригинальный текст (ст.-слав.)«От того, брате, Печерьскаго монастыря пречистыа Богоматере мнози епископи поставлени быша, якоже от самого Христа, Бога нашего, апостоли въ всю вселенную послани быша, и, яко свѣтила свѣтлаа, освѣтиша всю Рускую землю святымъ крещениемь. Пръвый — Леонтий, епископъ Ростовъскый, великий святитель, егоже Богъ прослави нетлѣниемь, и се бысть пръвый престолникъ, егоже невѣрнии много мучивше и бивше, — и се третий гражанинъ бысть Рускаго мира, съ онема варягома вѣнчася от Христа, егоже ради пострада».

Здесь имеется в виду, что Леонтий стал третьим по счёту святым, представляющим Русскую землю в сонме святых в Граде Небесном, а первыми двумя были варяги Феодор и Иоанн, казнённые за веру в 983 году. На месте их гибели в Киеве была построена Десятинная церковь. Все трое не были уроженцами Руси, но принадлежали к общности, которую автор обозначил понятием «Русский мир».